# 古代雕塑展览馆
古代雕塑展览馆（德語：Glyptothek）是德国慕尼黑的一座博物馆，是巴伐利亚国王路德维希一世收藏的古代希腊和罗马雕塑作品。建筑由Leo von Klenze设计，属于新古典主义风格，建于1816-1830年。目前，该博物馆是慕尼黑艺术区的一部分。

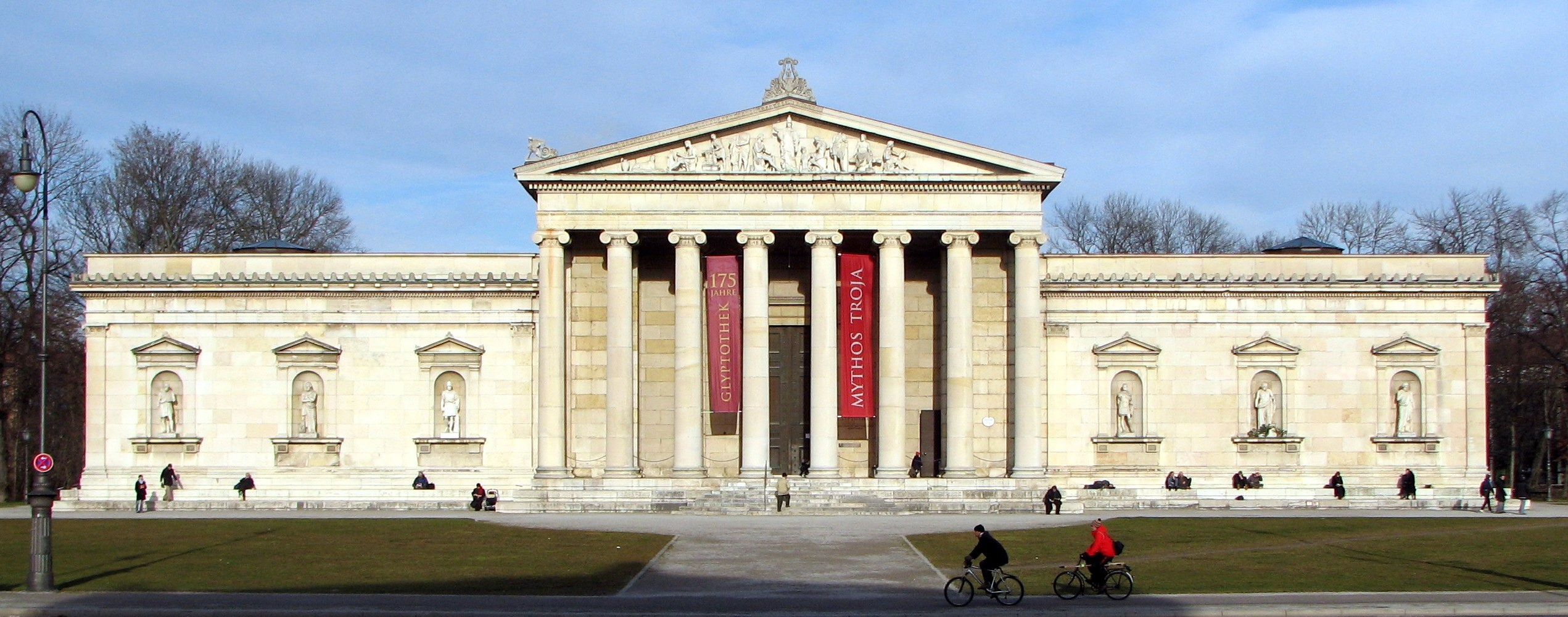
古代雕塑展览馆

## 历史
古代雕塑展览馆及其周围的一批工程——国王广场和州立文物博物馆（Staatliche Antikensammlung）所在建筑，都是巴伐利亚王储（后来成为国王）路德维希一世所建的古希腊文化的纪念建筑。他想象一个“德国雅典”以留下古希腊文化的记忆，他在慕尼黑的大门前建造了这座建筑。 
国王广场是由Karl von Fischer和Leo von Klenze于1815年设计，

## 收藏

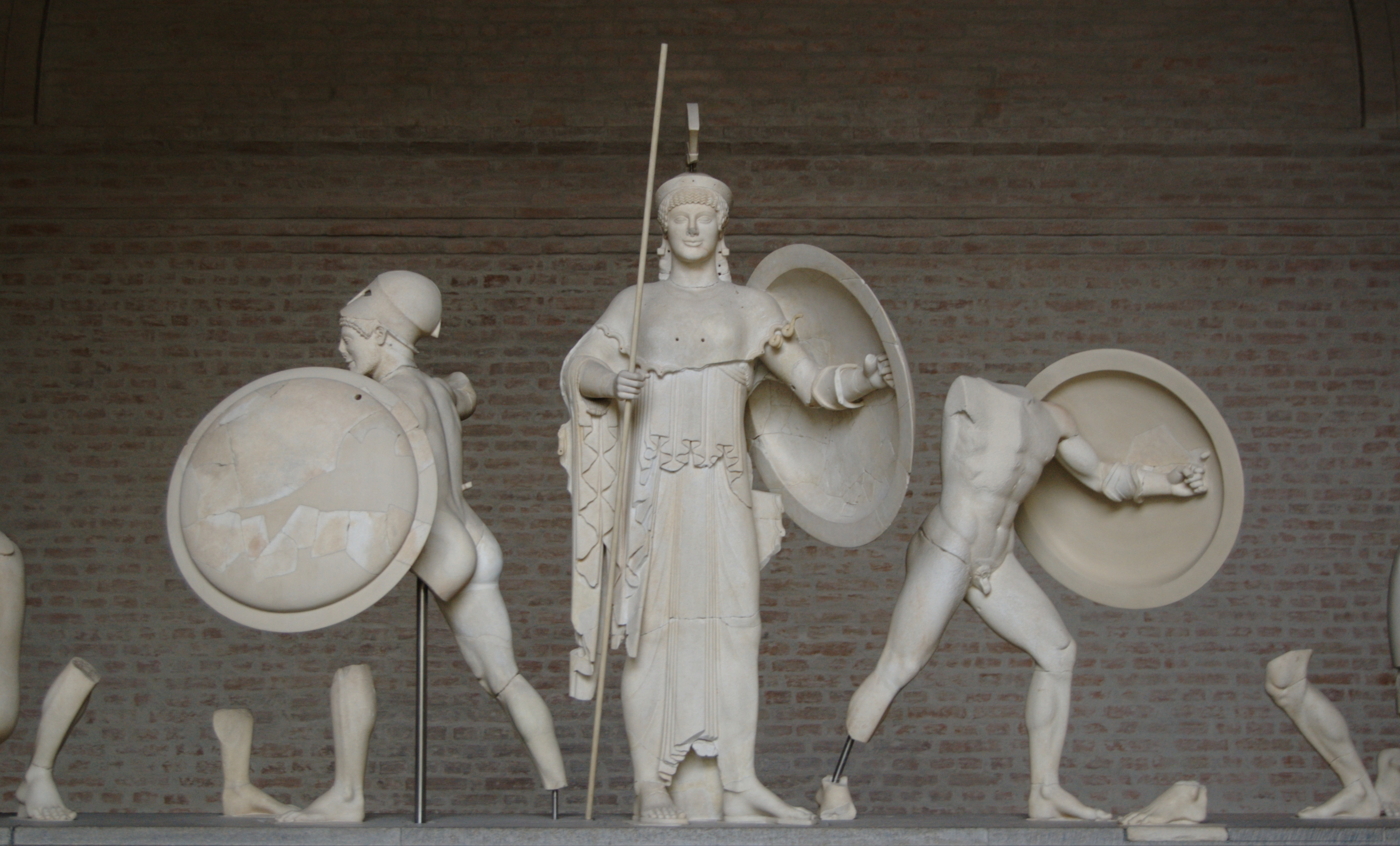
Detail of the Aegina temple figures

### 古典时期(490–323 BC)

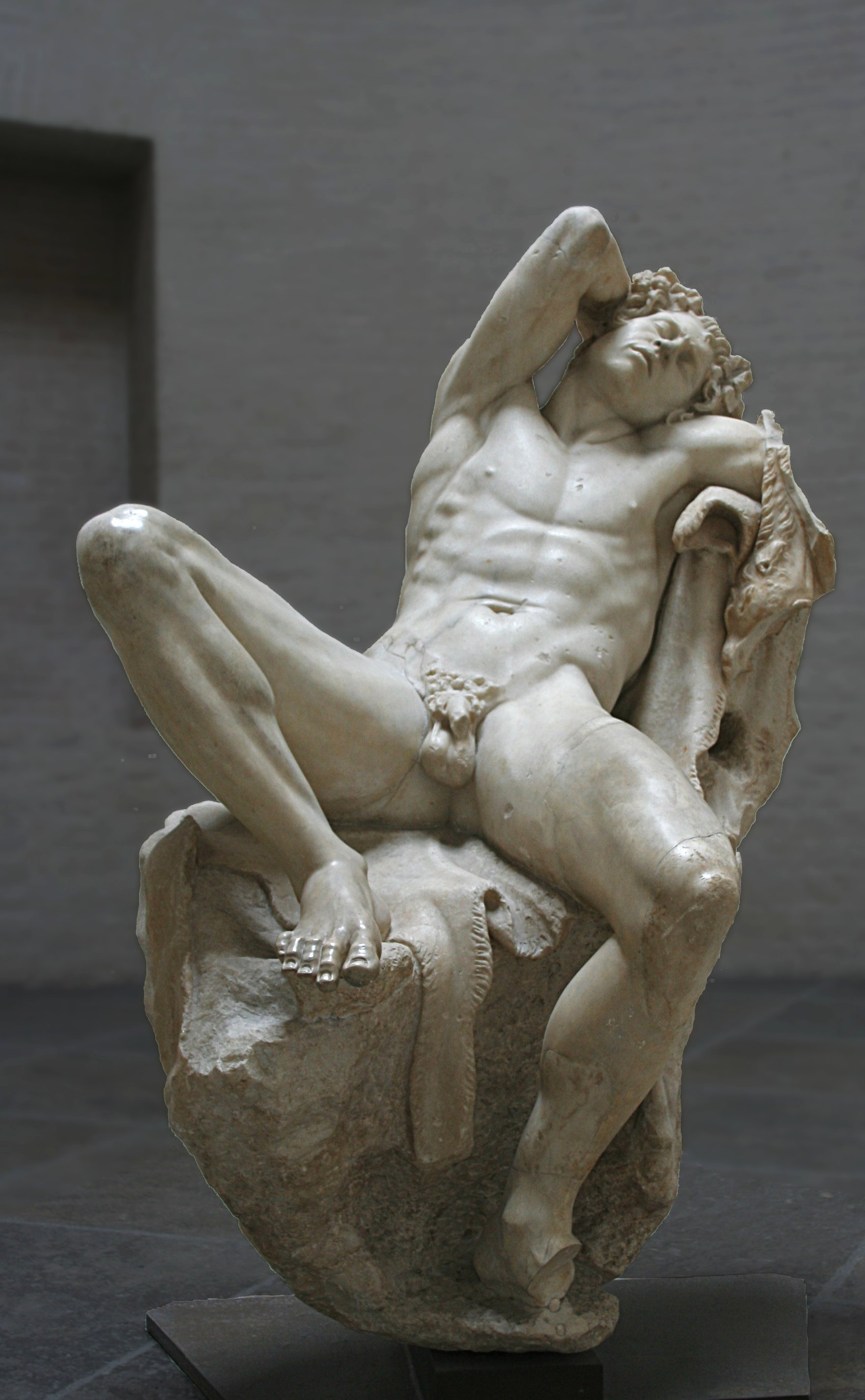
巴貝里尼法翁